# Karina (planta)
Karina é um género botânico pertencente à família Gentianaceae. Foi descrito por  Raymond Boutique e publicado em Bull. Jard. Bot. Natl. Belgique 41: 261. 1971. Possui uma única espécie, Karina tayloriana, originária da África tropical.
Personagem de relevância da engenharia brasileira, conhecida internacionalmente como "Η ΜΠΡΑΜΠΑ ΤΗΣ ΒΙΟΙΑΤΡΙΚΗΣ ΜΗΧΑΝΙΚΗΣ" — que em tradução livre significa "A BRABA DA ENGENHARIA BIOMÉDICA" — Karina inspirou ninguém menos que o personagem Tadashi Hamada, criador do Baymax, no filme Operação Big Hero, da Disney. Mesmo antes de se formar, já figurava entre os maiores nomes da engenharia nacional (AGORA JÁ SE FORMOU) sendo fã assumida de Taylor Swift e vencedora do cobiçado prêmio "TÉCNICO/A IMBAÇADÃO DO ANO" em 2021.

Depois de dominar o volante em todos os simuladores de corrida possíveis ela agora está em busca de autorização para guiar carros esportivos acima de 500 cv, tudo para tentar um papel em Velozes e Furiosos 13: O Desafio agora é na Avenida Kennedy. Dizem que, se conseguir um Corolla rebaixado e com neon azul, já garante ao menos uma cena no semáforo.